# Джеймсон, Майкл
Майкл (Майк) Джеймсон (Michael (Mike) H. (Hamilton) Jameson; 15 октября 1924, Лондон — 18 августа 2004, Стэнфорд, Калифорния) — американский антиковед, эллинист, эпиграфист и археолог, специалист по древнегреческой религии и социальной истории.
Доктор философии (1949), именной эмерит-профессор Стэнфорда, где преподавал с 1976 года, прежде был деканом в Университете Пенсильвании, где преподавал с 1954 года.
Член Американской академии искусств и наук и Американского философского общества (1973).
Свои ранние годы провел в Пекине, где его отец преподавал в Пекинском университете западную литературу. Вспоминал, что ребенком ему довелось контактировать с такими учеными как Айвор Армстронг Ричардс и Пьер Тейяр де Шарден. После развода родителей в 1935 году вместе с матерью переехал в Лондон.
Окончил Чикагский университет (бакалавр по греческому языку, 1942) (в 17 лет, почему его называли вундеркиндом). Там же познакомился с будущей супругой Вирджинией. В годы Второй мировой войны служил переводчиком с японского языка; некоторое время жил в Японии после войны.
В Чикаго получил и докторскую степень — с дисс. «The Offering at Meals: Its Place in Greek Sacrifice». В 1949 году получил стипендию Фулбрайта для занятий в Американской школе классических исследований в Афинах. После недолговременного пребывания в Университете Миннесоты, получил стипендию Форда в Институте социальной антропологии Оксфордского университета. Вернувшись в США, надолго стал аффилирован с Пенсильванским университетом (1954-1976, декан с 1966 года). С 1990 года в отставке из Стэнфорда, эмерит. Президент Американской филологической ассоциации (1981). Проводил исследования в Греции — в Арголиде в северо-восточной части Пелопоннес, в частности начал проводить там раскопки древнего города Галии. Сотрудничал с эмерит-профессором Tjeerd van Andel. Высоко ставил его Пол Картледж. Учился у него L. Vance Watrous.
Женат с 1946 года, четверо сыновей. Умер от рака.
Автор шестидесяти статей. Автор «A Greek Countryside: The Southern Argolid from Prehistory to the Present Time».